# Peder Skram (Schiff, 1966)
Die Peder Skram (Kennung: F352) ist eine Fregatte der gleichnamigen Klasse der dänischen Marine, die von 1966 bis 1990 in Dienst stand und heute als Museumsschiff dient.

## Allgemeines
Das nach Peter Skram, einem dänischen Admiral aus dem 16. Jahrhundert, benannte Schiff ist 112,65 m lang und hat eine Verdrängung von 2.755 t. Es bildete mit dem Schiff Herluf Trolle eine Klasse. Beide Schiffe waren zu ihrer aktiven Zeit die größten Einheiten der dänischen Marine.
Die Peder Skram ist heute ein Museumsschiff. Es liegt permanent in der Marinestation Kopenhagen auf Nyholm. Bekanntheit erlangte das Schiff in der breiten Öffentlichkeit durch den versehentlichen Abschuss einer Harpoon-Rakete im Jahr 1982, bei dem etliche Wochenendhäuser in Nordwestseeland zerstört oder beschädigt wurden.